# Cerkiew Opieki Matki Bożej w Wołokołamsku
Cerkiew Opieki Matki Bożej – cerkiew prawosławna w Wołokołamsku, w eparchii odincowskiej Rosyjskiego Kościoła Prawosławnego.
Cerkiew powstała jako sobór żeńskiego monasteru św. Barbary w Wołokołamsku. Jego fundatorką była Natalia Naryszkina, która przed swoją śmiercią w 1694 opłaciła wzniesienia dla klasztoru pierwszej kamiennej cerkwi (do tej pory mniszki dysponowały jedynie drewnianymi świątyniami Zaśnięcia Matki Bożej i św. Barbary). Do wzniesionej w 1695 cerkwi przeniesiono przechowywane w nich do tej pory ikony św. Barbary i Zaśnięcia Matki Bożej napisane w XV i XVI wieku. Monaster funkcjonował do 1764, kiedy został zlikwidowany, zaś jego główna cerkiew straciła status soboru i stała się świątynią parafialną. W związku z tym urządzono w niej dodatkowe ołtarze boczne – Zaśnięcia Matki Bożej i św. Barbary. W 1870 powiększono przedsionek, a w 1878 dobudowano dzwonnicę według projektu S. Dmitriewa.
Cerkiew pozostawała czynna także po rewolucji październikowej, oprócz okresu 1932–1935, kiedy jej proboszcz przebywał na zesłaniu w Kazachstanie. W świątyni szczególną czcią otaczane są ikony Opieki Matki Bożej oraz ikona Matki Bożej „Godne Jest”.